# Поле, Рихард Рихардович
Кристиан Николай Рихард (Рихард Рихардович) Поле (нем. Christian Nikolai Richard Pohle, 1869—1926) — русский и немецкий ботаник, географ, публицист.

## Биография

### Происхождение
Родился в Риге. 7 сентября 1869 года был крещён в рижском Домском соборе.
Отец — Карл Фридрих Рихард Поле, промышленник из прусского города Ной-Зорге, владелец рижского чугунолитейного и машиностроительного завода «Рихард Поле и Ко.». В 1915 г. завод был эвакуирован в Воронеж и остался там. В наши дни это Воронежский экскаваторный завод.
Мать — Эмилия Паулина Фогель.
Жена — Александрина Адольфина Фелицитас Брёдрих, родственница балтийско-немецкого общественного деятеля Сильвио Брёдриха.

### Ранние годы
Окончил гимназию в Феллине, затем Дрезденский политехникум. Изучал естествознание в Ростоке.
Работал ассистентом профессора Оскара Друде в Ботаническом институте Политехникума, специализировался на физиологии и географии растений. В 1901 г. защитил диссертацию в Ростоке.
С 1898 г. ежегодно совершал научно-исследовательские поездки по разным частям света (в том числе Россия, Северная Америка).

### Работа в России
В 1903 г. стал сотрудником Императорского Ботанического сада в Санкт-Петербурге. С 1905 г. хранитель, с 1913 г. — старший хранитель сада. В 1908 г. исполнял обязанности директора сада.
В ходе исследований на Колгуеве, Новой Земле собрал и сфотографировал значительное количество реликтовых арктических растений, открыл новые растительные виды.

### Работа в Германии
Опасаясь высылки в Сибирь как немец по происхождению, Поле в январе 1916 г., как сам вспоминал, «в полярную ночь», на лыжах бежал через Лапландию и Норвегию в Швецию. Находясь в Швеции, подготовил несколько пропагандистских публикаций русофобского характера.
В 1918 г. переехал в Германию. Был ассистентом директора Института океанографии Альбрехта Пенка, затем приват-доцентом Берлинского университета.
С 1922 г. — экстраординарный профессор географии в Брауншвейгском техническом училище.

## Сочинения
Научные работы
- Pflanzengeographische Studien über die Halbinsel Kanin und das angrenzende Waldgebiet. Rostock, 1901.
- О лесах Северной России // Труды опытных лесничеств. Т. 4 (1906).
- (mit G. Karsten u. H. Schenck) Vegetationsbilder aus Nordrussland. Berlin: Fischer, 1907.
- Die Botanik und das moderne Wirtschaftsleben. St. Petersburg: Trenke & Fusnot, 1908.
- (mit K. Busch) Der Buddhismus und sein Einfluss auf unsere Zeit. (1910).
- Über die wirtschaftliche Bedeutung von Nordrussland. (1910).
- Предварительный отчет о путешествии в озерную область Архангельской губернию // Известия Санкт-Петербургского Ботанического сада Петра Великого. Т. 12, вып. 2-3 (1912).
- Указатель лесоводственной и ботанико-географической литературы Северной России и Финляндии. Птг.-Юрьев: тип. К. Маттисена, 1915.
- Beiträge zur Kenntnis der westsibirischen Tiefebene (Sonderdruck aus Zeitschrift der Gesellschaft für Erdkunde. Heft 1/2, 1918).
- Sibirien als Wirtschaftsraum. Eine Einführung in das Leben Sibiriens. Bonn: Schroeder, 1921.
- Arbeit des Eises an den Küsten des Weissen Meeres und an See- und Flussufern Nordeuropas. Berlin: Gebr. Borntraeger, 1922.
- Drabae asiaticae: Systematik und Geographie nord- und mittelasiatischer Draben // Repertorium specierum novarum regni vegetabilis: Beihefte. Bd. 32. Berlin: Verlag des Repertoriums, 1925.

Публицистика
- Rußlands Ländergier // Die russische Gefahr. Beiträge und Urkunde. Heft 1. Stuttgart, 1916.
- Russland im Kampf gegen Deutschland und das Deutschtum // Deutsche Bauern in Russland. Berlin: Deutsche Landbuchhandlung, 1916.
- Finnland // Schützergraben-Bücher f. das deutsche Volk. Bd. 105. Berlin: K. Siegismund, 1918.
- Die Ukraine als Lebensraum eines Volkes // Die Ukraine. Heft 10-12 (1919). S. 260—265.
- Die Ukraine und Grossrussland — ein geographischer Vergleich // Die Ukraine. Heft 7 (1920). S. 154—160.
- Russland und das deutsche Reich. Bonn: Schroeder, 1922.